# Milagro de Durango
El Milagro de Durango es el nombre con el que se le conoce al accidente aéreo protagonizado por la tripulación del avión AM2431 de Aeroméxico, el cual tenía como destino la Ciudad de México. En el cual la totalidad de la tripulación logró sobrevivir al impacto inicial del avión, y en el cual no hubo pérdida de vidas ni de las personas dentro del avión o de la población de las zonas circundantes.

## Historia
El vuelo del avión AM2431 inicio en el Aeropuerto Internacional de Durango con un total de 99 pasajeros civiles y cuatro miembros de la tripulación oficial, oficialmente una inesperada tormenta de granizo, sumada a fuertes vientos y complicaciones iniciales, ocasionaron un fallo continuado en el avión. Los pilotos intentaron reiteradamente aterrizar el avión en la pista, pero se imposibilitó y el fallo principal terminó ocasionando el choque del avión en la parte final de la pista asfáltica.
Posterior al choque y Una vez detenido completamente el avión, la mayoría de la tripulación resultó considerablemente menos dañada de lo esperando y procedieron a abandonar el avión, poco después de haber salido del avión ocurrió una gran explosión en los restos del vuelo, siendo continuado con un gran incendio en el lugar del siniestro.
Los servicios de ayuda llegaron poco tiempo después para tratar a los heridos, en total hubo alrededor de 85 heridos, siendo la mayoría heridas leves y medias, con solo dos personas heridas gravemente.

## Consecuencias
Posteriormente al rescate el gobierno mexicano abrió una investigación para determinar las causas del siniestro, los ejecutivos de Aeromexico declararon la prontitud para especular sobre el choque y aseguraron que la empresa se ocuparía de todos los gastos médicos de los heridos.